# فرانسيسكو ألفانو
فرانسيسكو ألفانو (بالإيطالية: Francesco Alfano)‏ هو كاهن كاثوليكي إيطالي، ولد في 13 يونيو 1956 في نوتشيرا إنفريوري في إيطاليا.